# 弹丸论破-无限对战-
《弹丸论破-无限对战-》是《弹丸论破系列》的一套动作游戏，由日本遊戲商Spike Chunsoft开发。 它在2015年1月和4月在日本分別发布于iOS和安卓平台，并在2015年11月停止运营。
该游戏玩法类似撞球，玩家在触摸屏上滑动，向划定的敌区射击。游戏免费游玩，并用游戏虚构货币微交易获得新内容或游戏属性。